# Cu ngói
Streptopelia tranquebarica là một loài chim trong họ Columbidae.